# 小島彩乃
小島 彩乃（こじま あやの、1984年〈昭和59年〉1月24日 - ）は、日本の女優。合同会社A-train production代表。
また吉川流光と共に「A-train production」（業務提携株式会社ウォーターブルー）を設立。代表を務める。

## 人物
祖母と母の影響で芝居・音楽に興味を持つ。8歳のころ、母と行ったカルロストシキのライブにて、マネージャーから声を掛けられ芸能界入り。早稲田大学在学中にドラマ『アタックNo.1』にてデビューする。
卒業後芸能界を離れ、メソッド演技・心理学などを学んで芸能界に復帰。

## 出演

### 映画
- 「朝靄」川野邉修一監督
- 「マニブスの種」芦原健介監督
- 「Red」三島有紀子監督
- 「Fear of missing out」河内彰監督
- 「誰もいない部屋」田口啓太監督
- 「かぞくあわせ/はなればなれになる前に」田口啓太監督
- 「きらきら眼鏡」 犬童一利監督
- 「恋愛依存症の女」 木村聡志監督
- 「ひかり、吹きすさんで」青木紀親監督
- 青春 H セカンドシーズン 第5作「花つみ」 サトウトシキ監督
- 「デスノート the Last name」 金子修介監督
- 「スケバン刑事 コードネーム=麻宮サキ」 深作健太監督
- 「わたしかもしれない（仮題）」野本梢監督[7]
- 「思い立っても凶日」野本梢監督[8]
- 「アイチェルカーレ」小池匠監督[9]

### ドラマ
- NTV日曜ドラマ「CODE-願いの代償-」
- NTV「しょうもない僕らの恋愛論」
- NHK「我らがパラダイス」
- MTV「荒ぶる季節の乙女どもよ。」
- NHK逆転人生「娘はなぜ死んだ?学校との対立の果てに」
- CX「シャーロック アントールドストーリー」
- NHK「許さないという暴力について考えろ」
- TBS「産科医・和泉凛〜生と死のカルテ〜」
- TX ヒューマンドラマスペシャル「ぱじ〜ジイジと孫娘の愛情物語」
- TX テレビ東京開局４５周年記念ドラマ「春さらば〜おばぁちゃん、天国に財布はいらないよ」
- NTV「正義の味方」
- ANB「女刑事みずき〜京都洛西署物語」
- TX「Pinkの遺伝子」
- CX「彼氏宣誓!!」
- ANB「アタックNo.1」

### CM
- 第一製パン「ポケモンパン」
- エバラ「黄金の味」HBQ編
- ドラゴンクエストモンスターズスーパーライト
- スタディサプリ「短時間でギュッと。学びたいならスタサプ編」

### 舞台
- ポツドール「恋の渦」